# Lázeňský pohár 2007
Lázeňský pohár 2007 je 30. ročníkem fotbalového turnaje lázeňských měst. Konal se ve dnech 21. a 22. července 2007 v Janských Lázních.
Podle konečného pořadí na předchozím ročníku poháru byla mužstva rozdělena do dvou skupin, a to mužstva umístěná na lichých místech (první, třetí atd.) byla umístěna do skupiny A a týmy, které skončily na místech sudých (druhý, čtvrtý atd.), do skupiny B. Po sehrání vzájemných utkání mezi mužstvy ve skupině byla pro každou skupinu sestavena tabulka a mužstva umístěná na stejných postech v těchto tabulkách se spolu vzájemně utkala o konečné pořadí.

## Výsledky základních skupin

### Skupina A
|    | Skupina A           | Lázně Bělohrad | Konstantinovy Lázně | Luhačovice | Velichovky |
| 1. | Lázně Bělohrad      |                | 2:1                 | 3:0        | 5:0        |
| 2. | Konstantinovy Lázně | 1:2            |                     | 1:0        | 1:0        |
| 3. | Luhačovice          | 0:3            | 0:1                 |            | 0:0        |
| 4. | Velichovky          | 0:5            | 0:1                 | 0:0        |            |

#### Tabulka
| Poř. | Tým                 | Z | V | R | P | VG | OG | B |
| ---- | ------------------- | - | - | - | - | -- | -- | - |
| 1.   | Lázně Bělohrad      | 3 | 3 | 0 | 0 | 10 | 1  | 9 |
| 2.   | Konstantinovy Lázně | 3 | 2 | 0 | 1 | 3  | 2  | 6 |
| 3.   | Luhačovice          | 3 | 1 | 1 | 1 | 0  | 4  | 1 |
| 4.   | Velichovky          | 3 | 1 | 1 | 1 | 0  | 6  | 1 |

### Skupina B
|    | Skupina B    | Janské Lázně | Mšené-lázně | Železnice | Klimkovice |
| 1. | Janské Lázně |              | 4:1         | 0:1       | 2:1        |
| 2. | Mšené-lázně  | 1:4          |             | 1:0       | 2:0        |
| 3. | Železnice    | 1:0          | 0:1         |           | 1:2        |
| 4. | Klimkovice   | 1:2          | 0:2         | 2:1       |            |

#### Tabulka
| Poř. | Tým          | Z | V | R | P | VG | OG | B |
| ---- | ------------ | - | - | - | - | -- | -- | - |
| 1.   | Janské Lázně | 3 | 2 | 0 | 1 | 6  | 3  | 6 |
| 2.   | Mšené-lázně  | 3 | 2 | 0 | 1 | 4  | 4  | 6 |
| 3.   | Železnice    | 3 | 1 | 0 | 2 | 2  | 3  | 3 |
| 4.   | Klimkovice   | 3 | 1 | 0 | 2 | 3  | 5  | 3 |

## Výsledky utkání o závěrečné umístění
O 1. místo
|                |     |              |  |
| Lázně Bělohrad | 4:1 | Janské Lázně |  |
|                |     |              |  |

O 3. místo
|                     |     |             |  |
| Konstantinovy Lázně | 1:1 | Mšené-lázně |  |
|                     |     |             |  |

|  |       | Penaltový rozstřel |
|  | 3 – 2 |                    |

O 5. místo
|           |     |            |  |
| Železnice | 4:2 | Luhačovice |  |
|           |     |            |  |

O 7. místo
|            |     |            |  |
| Velichovky | 2:1 | Klimkovice |  |
|            |     |            |  |

## Konečné pořadí
| Pořadí           | Tým                 |
| ---------------- | ------------------- |
| Zlatá medaile    | Lázně Bělohrad      |
| Stříbrná medaile | Janské Lázně        |
| Bronzová medaile | Konstantinovy Lázně |
| 4.               | Mšené-lázně         |
| 5.               | Železnice           |
| 6.               | Luhačovice          |
| 7.               | Velichovky          |
| 8.               | Klimkovice          |